# Herbert Smith Freehills
Herbert Smith Freehills — международная юридическая фирма со штаб-квартирами в Лондоне и Сиднее. Была образована 1 октября 2012 года в результате слияния британской компании Herbert Smith, члена «Серебряного круга» одной из ведущих юридических компаний Великобритании, и Freehills, австралийской компании, одной из австралийских юридических фирм «Большой шестерки». По состоянию на 2022 год занимает 29-е место в Великобритании по размеру выручки среди юридических фирм. Считается одной из элитных юридических фирм в мире. По состоянию на 2015 год у компании было больше всего клиентов из списка FTSE 100 среди юридических фирм — 39 из 100 компаний. 

## История

### До объединения
Компания Herbert Smith была основана Норманом Гербертом Смитом в 1882 году. В начале XX века она специализировалась на консультировании горнодобывающих компаний. Позже работа расширилась до судебных разбирательств, слияний и вопросов акционерного капитала. В 2011 году выручка компании составляла 465 миллионов фунтов стерлингов, а прибыль на одного долевого партнера 900 000 фунтов стерлингов. У Герберта Смита было партнерство с немецкой фирмой Gleiss Lutz и Stibbe до 2011 года, но план по слиянию с этими фирмами не был реализован. На момент слияния с Freehills у Герберта Смита было около 240 партнеров, 1300 юристов с офисами в Европе, на Ближнем Востоке и в Азии.
Компания Freehills — австралийская коммерческая юридическая фирма, работавшая в Азиатско-Тихоокеанском регионе. В Австралии она считалась одной из юридических фирм «Большой шестерки». История фирмы восходит к Clarke & Moule из Мельбурна (1853 год), Stephen Henry Parker из Перта (1868 год), Bernard Austin Freehill из Сиднея (1871 год) и John Nicholson из Перта (1896 год).  Предшественники фирмы примечательны тем, что приняли «открытую» политику занятости, проводя наём католиков и евреев, в то время как многие другие фирмы этого не делали. Они также примечательны тем, что впервые в Австралии назначили женщину-партнера, и сформировали первое национальное юридическое партнерство в Австралии. На момент слияния с Herbert Smith у Freehills было 190 партнеров и 800 юристов, четыре офиса в столице Австралии и офис в Сингапуре.

### После объединения
После слияния в октябре 2012 года образовалась компания Herbert Smith Freehills. После слияния фирма начала практику в Германии. В сентябре 2012 года был открыт офис в Нью-Йорке, специализирующийся на разрешении международных споров. Южнокорейский офис был открыт в Сеуле в апреле 2013 года. Объединенная фирма почти удвоила общее количество международных прикомандированных сотрудников за первый год своей работы. В ноябре 2015 года Herbert Smith Freehills объявила об открытии своего третьего офиса в Германии, Дюссельдорфе, который возглавил бывший глава судебной и арбитражной практики Клиффорд Чанс.